# Bretea Română
Bretea Română è un comune della Romania di 2 929 abitanti, ubicato nel distretto di Hunedoara, nella regione storica della Transilvania.
Il comune è formato dall'unione di 13 villaggi: Bățălar, Bercu, Bretea Română, Bretea Streiului, Covragiu, Gânțaga, Măceu, Ocolișu Mare, Plopi, Ruși, Vâlcele, Vâlcelele Bune, Vâlceluța.